# Geitodoris complanata
Geitodoris complanata är en snäckart som först beskrevs av Addison Emery Verrill 1880.  Geitodoris complanata ingår i släktet Geitodoris och familjen Discodorididae. Inga underarter finns listade i Catalogue of Life.